# Обладунки Бога 3: Місія Зодіак
«Обладунки Бога 3: Місія Зодіак» (кит.: «十二生肖») — китайський бойовик із Джекі Чаном у головній ролі та як режисером, сиквел фільмів Обладунки Бога (1986) і Обладунки Бога 2: Операція Кондор (1990). Як і в попередніх двох частинах, Джекі Чан виступив, не тільки як актор, але і як сценарист, продюсер і режисер картини. Світова прем'єра відбулася 12 грудня 2012 року, прем'єра в Україні відбулася 31 січня 2013 року. За словами Джекі Чана, це його останній великий екшн-фільм.

## Сюжет
Головний герой історії — мисливець за скарбами Джей Сі на прізвисько Яструб, що працює у всьому світі. Відомий антиквар пропонує йому відшукати шість рідкісних статуеток у вигляді голів тварин. Свого часу ці бронзові скульптури входили до набору з 12-ти предметів, що уособлювали знаки зодіаку. Фігурки прикрашали фонтан легендарного Літнього палацу на околиці Пекіна. У 1860 році величну споруду було розграбовано і зруйновано англо-французькими військами наприкінці Другої опіумної війни, а статуетки безповоротно загублені.
Спочатку Джей Сі з командою помічників вирушає до Франції, оскільки дві статуетки зберігаються в одного з французьких колекціонерів. У процесі операції з вилучення бронзових скульптур із добре охоронюваного замку Джей Сі знайомиться з Коко — китайською студенткою, що навчається в Парижі. Дівчина бере активну участь у глобальній кампанії з повернення втрачених культурних цінностей у країни, звідки вони були вивезені. Попутно Джей Сі наживає собі найлютішого ворога в особі П'єра, шефа охорони замку Шато Марсо. Водночас, мисливець за скарбами знаходить вірного друга в особі Кетрін, збанкрутілої аристократки, у будинку якої він знаходить одну зі статуеток. Коко та Кетрін приєднуються до компанії Яструба.
Група в оновленому складі вирушає на тропічний острів, де серед уламків судна, що сіло на мілину, заховані ще дві статуетки. У тропіках Джею Сі і його друзям протистоїть банда різношерстих піратів. Тільки завдяки бездоганним бойовим навичкам герой спромігся взяти гору. Повернувшись додому, Джей Сі з подивом дізнається, що таємничий замовник вже зібрав шість інших статуеток. Нічого дивного в тому, що Яструб збирається надати йому урок гарних манер.

## Зйомки
Зйомки 101-го фільму в кар'єрі Джекі Чана почалися в червні 2011 року у Франції. Члени знімальної групи дістали дозвіл на роботу в замку Шато де Шантільї та були допущені до колекцій музею Конде, які використовували у виробничому процесі, включаючи крісло Людовика XVI.
Офіційний список місць знімання фільму: Франція, Китай, Тайвань, Вануату, Латвія. Одна з наймасштабніших трюкових сцен, яка тривала чотири хвилини, була знята на горі Ясур, вулкан на острові Танна у Вануату. У період з 18 квітня по 2 травня 2012 року працювали в латвійському місті Єлгава. Там знімали сцени польоту Джекі Чана: для цього кінокомпанія орендувала вітровий тунель Ауродіум – вертикальну аеродинамічну трубу. Загалом, у стрічці зібрані всі найбільш динамічні, жорсткі моменти: перестрілки, стрибки з парашутом, автомобільні перегони і люті рукопашні поєдинки.

## У ролях
| Актор              | Роль             |
| ------------------ | ---------------- |
| Джекі Чан          | Джей Сі / Яструб |
| Квон Сан У         | Саймон           |
| Ляо Фань           | Девід            |
| Синтхун Яо         | Коко             |
| Кенні Джи          | пілот            |
| Лаура Вейсбекер    | Кетрін           |
| Олівер Плат        | Лоуренс Морган   |
| Кейтлін Дешель     | Кейті            |
| Шу Ці              | дружина Саймона  |
| Чжан Лянсинь       | Бонні            |
| Вінсент Ши Цзунань | Майкл Морган     |
| Кері Вудворт       | Джонатан         |
| П'єр Бурдо         | пірат            |
| Вілсон Чень        | У Цин            |
| Кен Лу             | головний пірат   |
| Джоан Лін          | дружина Джей Сі  |

## Український дубляж
Дубльовано студією «Ді Ар» на замовлення компанії Інтер-Фільм. 

Ролі дублювали: Джекі Чан — Володимир Терещук, Георгій Гавриленко, Олівер Плат — Євген Пашин, Михайло Жонін, Олег Лепенець, Катерина Брайковська, Павло Скороходько, Катерина Буцька, Юлія Перенчук, Дмитро Гаврилов та інші.

## Цікаві факти
- Зйомки головної сцени бійки у фільмі обійшлися в 70 мільйонів юанів (на 2012 рік це понад 10 млн доларів США).
- Фільм частково знятий за мотивами серіалу Акіри Торіяма «Драконівські перли». Сам Торіяма зазначив Джекі Чана, як людину, яка сильно вплинула на його роботу.
- Джекі Чан встановив рекорд Гіннеса у фільмі за «Найбільшу кількість згадувань у титрах». Він працював на 15 основних посадах, які були задіяні під час створення фільму, зокрема: режисер, продюсер, актор, хореограф по сценах бійок і композитор, тим самим він побив попередній рекорд — 11 згадок у титрах, який утримував Роберт Родрігес.